# جاندام 0079: ذا وور فور إيرث
جاندام 0079: ذا وور فور إيرث، هي لعبة فيديو أمريكية من نوع لعبة محاكاة المركبة الآلية، وهي من تطوير بريستو ستوديوز، ونشرها شركة بانداي اليابانية، صدرت اللعبة في الأسواق سنة 1997، وتعمل على عدة أجهزة الحواسيب، ومن بينها بلاي ستيشن وماكنتوش ومايكروسوفت ويندوز.